# ماروگائونا
ماروگائونا (به لاتین: Marogaona) یک منطقهٔ مسکونی در ماداگاسکار است که در سامباوا واقع شده‌است. ماروگائونا ۷٬۰۰۰ نفر جمعیت دارد و ۱۲۴ متر بالاتر از سطح دریا واقع شده‌است.